# Руса III
Руса III (Руса, сын Эримена) — царь государства Урарту периода его упадка, годы правления ок. 605—595 гг. до н. э.
Во время правления Русы III, Урарту переживало закат своей государственности. В течение последних десятилетий Урартские цари постепенно утрачивали контроль над центром страны, и столица Урарту смещалась из города Тушпа, расположенного на берегу озера Ван, в город Тейшебаини, расположенный в Закавказье. Однако незадолго до начала правления Русы III, в 609 году до н. э., произошло важное внешнеполитическое событие: южный сосед и вечный соперник Урарту, Ассирия, под натиском мидян и вавилонян перестала существовать. Урарты, таким образом, снова почувствовали себя хозяевами в центре страны и на южных границах, однако ненадолго, так как вокруг Урарту начало смыкаться кольцо новых врагов.
Руса III, воодушевлённый падением Ассирии, по-видимому, сконцентрировался на хозяйственной деятельности. Осталось несколько надписей Русы III о строительстве новых зернохранилищ в Тушпе, Эребуни и Аргиштихинили.
|  | Перевод надписи: … Руса, сын Эрмины, это зернохранилище наполнил. Здесь 6848 капи зерна. |

Вероятно, что Урарту, которое со времён Сардури III фактически являлось вассальным государством по отношению к Ассирии, после 609 года до н. э. сразу стало вассальным по отношению к Мидии. Однако, вероятно, что урартские города в Закавказье пользовались независимостью ещё какое-то непродолжительное время, и столица Урарту фактически переместилась в Тейшебаини.